# 전칭 기호
술어 논리에서, 전칭 기호(全稱記號, 영어: universal quantifier)는 논의 영역에 속하는 모든 원소가 주어진 명제를 만족시킴을 나타내는 한정 기호이다. 자연언어로는 "주어진 어떠한 ~에 대해서도"(given any), "모든 ~에 대해서"(for all)로 번역된다. 다르게 말하면, 이는 정의역의 모든 원소에 대해서 적용되는 특성이나 관계를 나타내는 서술자이다. 전칭 기호는 주로 ∀로 표기된다. 이는 존재 기호(∃; ~한 대상이 존재한다)와 함께 술어 논리의 대표적인 한정 기호이다. 기호 ∀은 유니코드 U+2200에 배당되어 있다.
전칭 기호를 사용한 한정을 전칭 한정(全稱量化, 영어: universal quantification)라고 한다.